# Manfred Stiller
Manfred Stiller  (* 3. Juni 1930 in Berlin-Spandau; † 1. Februar 2010)  war ein deutscher Bauingenieur.
Stiller studierte Bauingenieurwesen an der TU Berlin mit dem Diplom 1955 (wofür er den Dischinger-Preis erhielt). Danach war er fünf Jahre Assistent an der TU Berlin, bevor er 1959 zum Deutschen Beton-Verein (DBV) kam. 1969 wurde er Geschäftsführer, 1978 alleiniger Hauptgeschäftsführer und 1981 geschäftsführendes Vorstandsmitglied.
Er war eine treibende Kraft hinter den Neufassungen der DIN-Normen für Beton (DIN 1045, 4227). Zur Kontrolle der Durchsetzung der Normen gründete er die Gütergemeinschaft Beton (1971) und Erhaltung von Bauwerken (1985). In beiden Vereinen war er Vorstandsmitglied. 1995 wurde er pensioniert.
Von ihm stammen auch die Qualifikationsnachweise für Baufacharbeiter E-Schein und SIVV-Schein. Er initiierte die deutschen Betontage und die DBV-Merkblätter. 1989 bis 1998 war er in der Schriftleitung von Beton- und Stahlbetonbau.
Er war auch in internationalen Normenausschüssen aktiv und in der CEB und fip. So war sein Beitrag von 1978 zur Mustervorschrift für Tragwerke aus Beton der CEB/fip einflussreich.
1993 wurde er Ehrenmitglied des Comité Européen du Béton (CEB) und fip und er war Ehrenmitglied des DBV. 1994 erhielt er das Bundesverdienstkreuz 1. Klasse.